# 羅比·赫梅爾
羅比·赫梅爾（英語：Robbie Hummel，1989年3月8日—），美國前职业籃球運動員。他曾效力於NBA球隊明尼蘇達森林狼。他曾就讀於普渡大學。2019年6月，他在三對三世界盃籃球賽上獲得冠軍。